# Ардовать
Ардовать (Ордовач) — река в России, протекает по Николаевскому району Ульяновской области. Устье реки находится в 12 км от устья Канадейки по правому берегу. Длина реки составляет 31 км, площадь водосборного бассейна — 185 км².

## Данные водного реестра
По данным государственного водного реестра России относится к Нижневолжскому бассейновому округу, водохозяйственный участок реки — Сызранка от истока до города Сызрань (выше города). Речной бассейн реки — Волга от верховий Куйбышевского водохранилища до впадения в Каспий.
Код объекта в государственном водном реестре — 11010001312112100009035.